# Чекмарьов Микола Іванович
Микола Іванович Чекмарьов (23 вересня [5 жовтня] 1849 — не раніше  1926) — військовий інженер, архітектор, працював переважно у Києві та Україні. Вчитель українського та польського архітектора Владислава Городецького.

## Біографія
Микола Чекмарьов походив з роду спадкових дворян Тамбовської губернії. Освіту здобув у Володимирській військовій гімназії У Києві, яку закінчив у 1865 році. Згодом продовжив технічну освіту у Миколаївському інженерному училищі (1868) та Миколаївській інженерній академії (1874) в Петербурзі. Якийсь час перебував при інженерному управлінні Київської фортеці.
У 1877-1878 роках брав участь у російсько-турецькій війні на Балканах у складі саперного батальйону та 14-го армійського корпусу. Відзначився у Добруджі під час взяття укріплень Пазарджика. Був удостоєний бойових нагород включно з орденом Св. Володимира 4-го ступеня з мечами та бантом.
Полковник-інженер з 1891 року. У відставку вийшов в чині генерал-майора.
У 1880-1898 роках обіймав посаду архітектора Київського навчального округу. У відгуках піклувальника округу Вельямінова-Зернова була відзначена «багаторічна службова діяльність полковника Чекмарьова, що виразилася в ряді прекрасно зведених ним будинках навчальних закладів Округу, в його чесному та дбайливому ставленні до служби, а також видатні здібності та серйозне знання своєї справи».

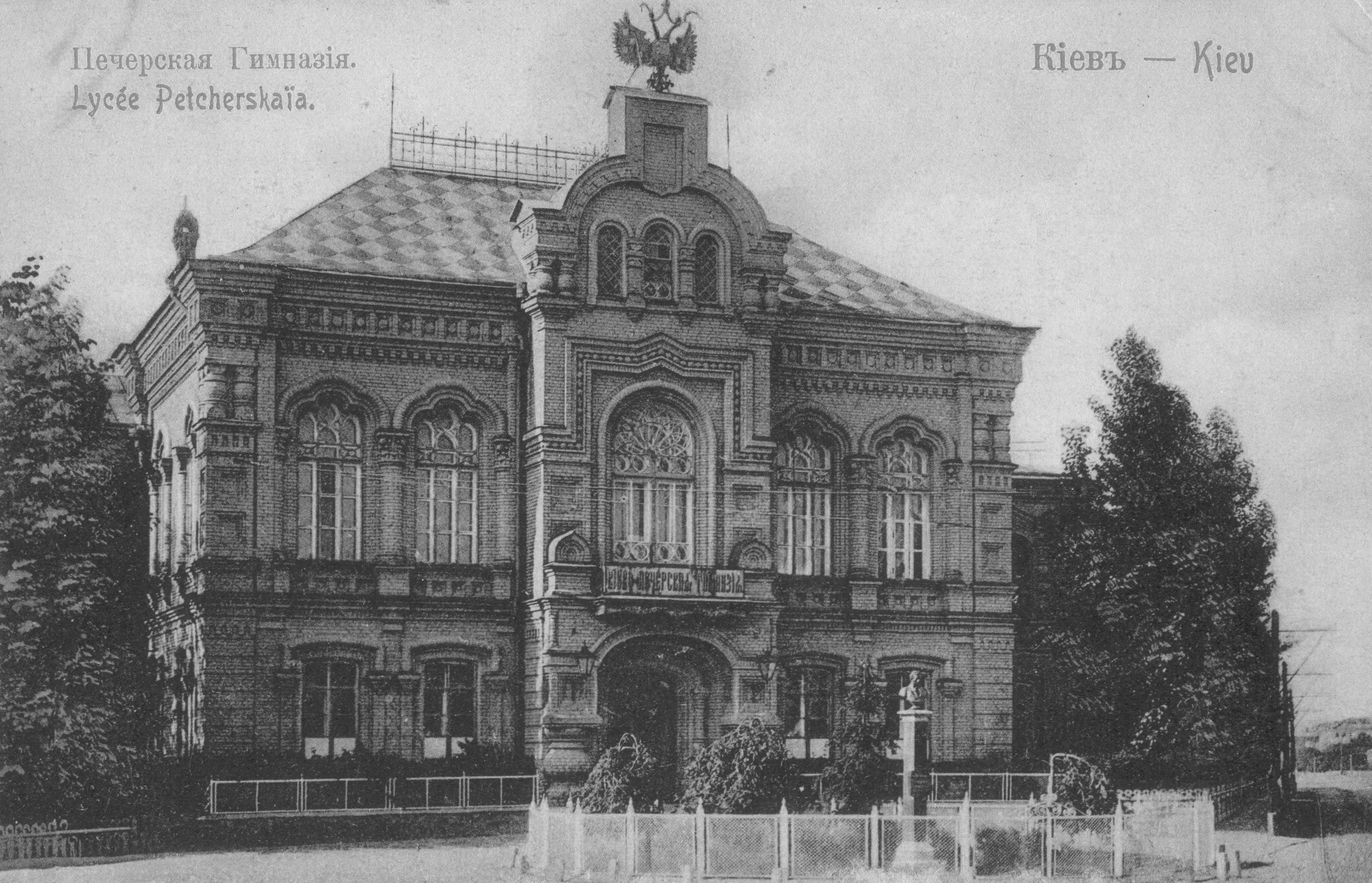
5-а (Печерська) гімназія у Києві, спроектована Миколою Чекмарьовим. З листівки початку XX століття

Після виходу зі служби Михола Чекмарьов проживав у містечку Гостомель під Києвом, де мав маєток Чекмарівка (до нашого часу не зберігся). Брав активну участь у житті містечка, сприяв зведенню там громадських будівель. Завдяки цьому Чекмарьов користувався симпатіями місцевих селян. У 1920 році, вже будучи похилого віку, овдовівши і залишившись без засобів для існування, був прийнятий до Гостомельського товариства. Отримав від нього земельний наділ, який здавав у найм. У 1925 році переселився в сусіднє дачне селище Бучу. Останні дані про Миколу Чекмарьова датовані січнем 1926 року.

## Родина
Дружина - Анастасія Красовська, походила з родини великих київських землевласників. Померла в листопаді 1919 року. Син Чекмарьова залишив батька в старості. Доля його невідома.

## Творчість
На посаді архітектора Київського навчального округу, збудував низку будівель для різних навчальних закладів. Зокрема, корпуси двох київських гімназій. Виконував також приватні замовлення щодо будівництва житлових будинків. При оформленні фасадів застосовував мотиви неоренесансу, «російського стилю», «цегляного стилю» та інших архітектурних напрямків поширених на межі ХІХ—ХХ століть.

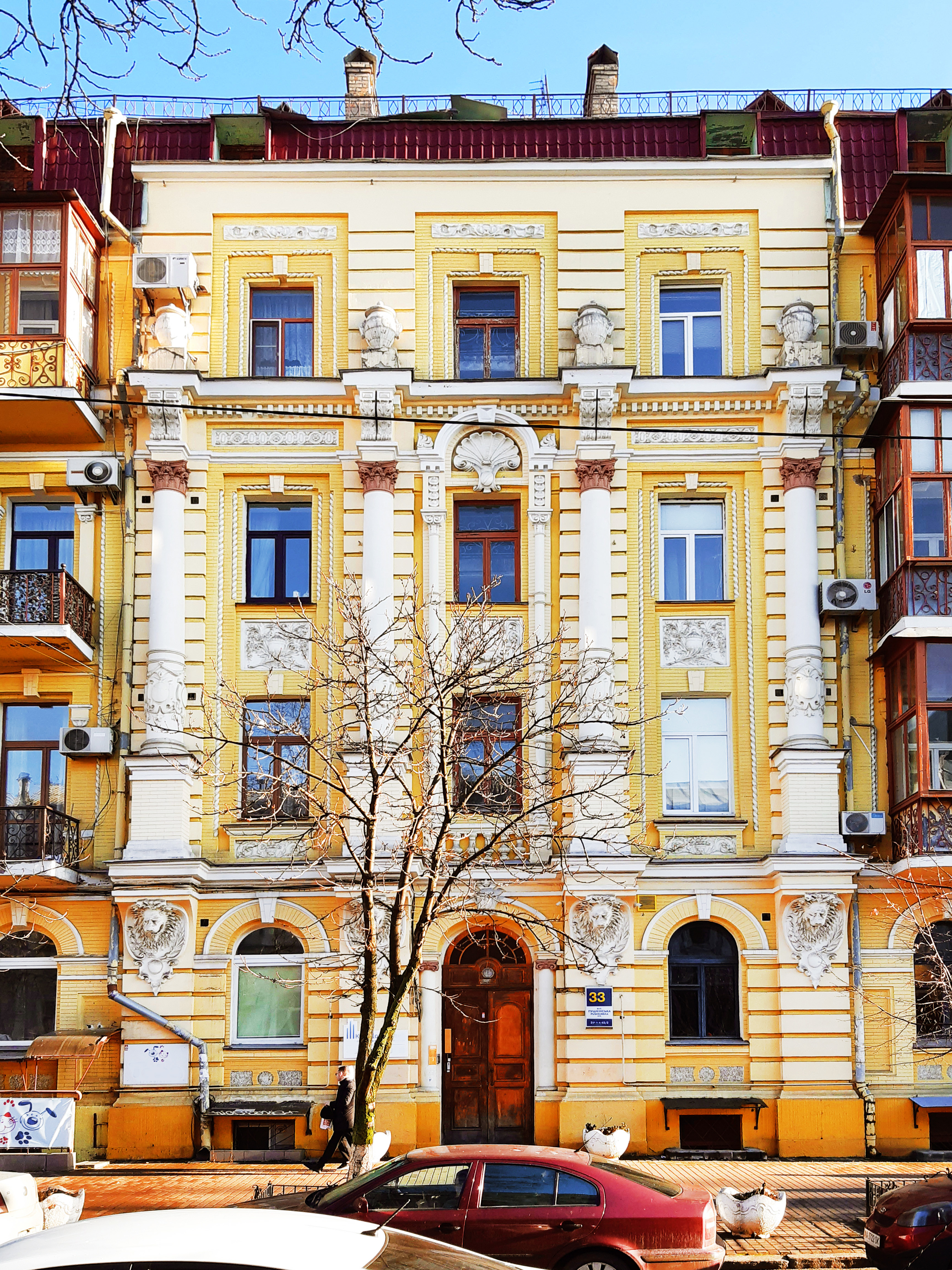
Фасад Будинку з левами

До окремих реалізованих проектів архітектора належать:
- Будинок Києво-Печерської (5-ї) гімназії у Києві по вул. Омеляновича-Павленка, 1, (виходить на нинішню площу Слави на території Печерськ). Проект було складено 1884 року, будівництво велося 1885—1886 роках. Фасад був декорований у «російському стилі». Спочатку двоповерховий. У радянські часи тут був розміщений Автодорожній інститут, для якого будинок у 1960-х роках був надбудований до чотирьох поверхів і розширений, початковий декор при цьому знищений.

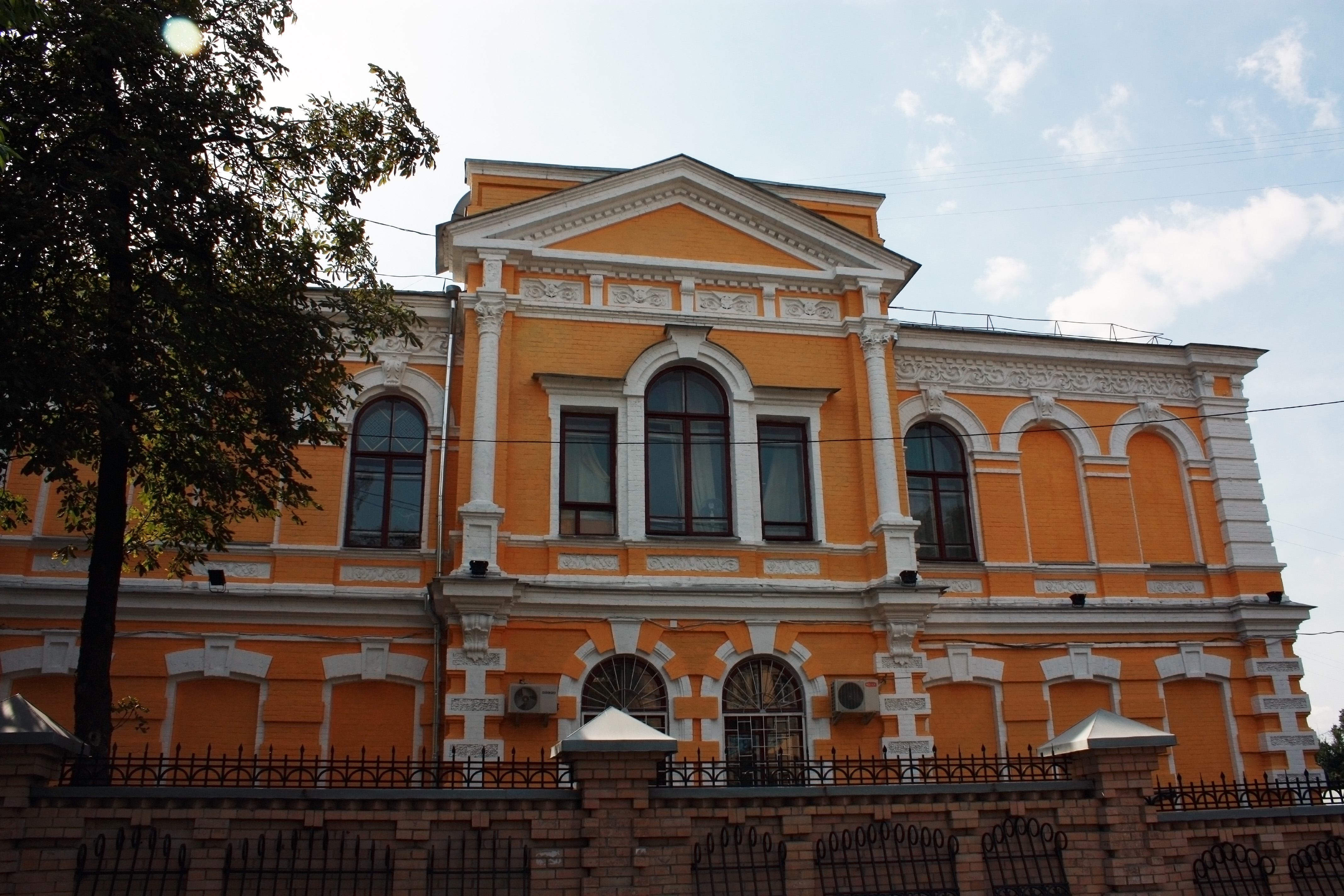
Приміщення 4 гімназії (з 1897 року) по Великій Васильківській вулиці

- Будинок 4-ї гімназії в Києві на Великій Васильківській вулиці, 96 (перш за будинок 98); головний фасад виходить на провулок, перпендикулярний до вулиці. Зведено в 1897-1898 роках на території Нової Забудови[3]. Споруда включала домову церкву Св. Миколи. Фасади оформлені на кшталт неоренесансу. У 1920 році постраждав від пожежі, але був відновлений і використовувався як приміщення середньої школи, згодом — відомчий навчальний заклад КДБ та СБУ.
- Прибудова до будівлі Реального училища у Києві у вигляді двоповерхового об'єму з актовою залою праворуч від училищного корпусу на вул. Великій Житомирській, 2. Виконана у 1894—1895 роках (у проектуванні брав участь Я. В. Кривцов). Сучасне приміщення Дипломатичної академії України.
- Будинок з левами (прибутковий будинок генерала Павлова) у Києві на вул. Євгена Чикаленка, 33. Побудований у 1895-1896 роках. Спочатку триповерховий, згодом надбудований.
- У 1890 році під час літніх маневрів Микола Чекмарьов облаштовував у Рівному тимчасову квартиру імператора Олександра III, за що був удостоєний перстня з царським вензелем прикрашеним діамантами.